# T. S. R. Boase
Thomas Sherrer Ross Boase (* 31. August 1898 in Dundee; † 14. April 1974 in London) war ein britischer Kunsthistoriker.

## Leben
Boase besuchte die Rugby School in England und studierte Moderne Geschichte am Magdalen College in Oxford. Von 1922 bis 1937 war er Fellow und Tutor am Hertford College.
1937 wurde er Direktor des Courtauld Institute of Art in London und Professor für Kunstgeschichte an der University of London. Von 1947 bis 1968 war er Präsident des Magdalen College. Er fungierte außerdem von 1958 bis 1960 als Vizekanzler der Universität Oxford. Von 1963 bis 1964 war er Slade Professor of Fine Art in Oxford. 1967 wurde er zum Mitglied der American Philosophical Society gewählt.